# 土井健大
土井 健大（どい けんた、1989年1月24日 - ）は、兵庫県芦屋市出身の元プロ野球選手（捕手・内野手）、野球指導者。
現役時代には、NPBのオリックス・バファローズと読売ジャイアンツ（巨人）でプレー。2012年・2013年に巨人のブルペン捕手を務めたが、2014年に社会人硬式野球のミキハウスREDSで現役に復帰した。社会人軟式野球の強豪チーム・大阪シティ信用金庫でのプレーを経て、2018年10月から東大阪大学柏原高等学校硬式野球部の監督に就任。2025年の全国高等学校野球選手権大阪大会で、決勝タイブレークの末大阪桐蔭高校を破り、チームを甲子園に導いた。

## 経歴

### プロ入り前
幼稚園の頃から野球を始めると、小学生時代に潮見スターズ（軟式）、中学生時代にボーイズリーグの兵庫ミラクルボーイズでプレー。中学校からの卒業を機に、履正社高等学校へ進学した。同校へ進んだのは、同校硬式野球部のOBである6歳上の兄が、3年生だった2000年の夏に選手権大阪大会の決勝でPL学園高等学校に敗れた悔しさを晴らそうとしたことによる。
履正社高校では、対外試合で通算43本塁打を放つなど、強打の捕手として活躍。「浪速のゴジラ」と呼ばれた1年先輩の岡田貴弘にちなんで、「浪速のミニラ」と呼ばれた。3年生だった2006年春の第78回選抜高等学校野球大会では、兄が在学中に経験できなかった甲子園球場での全国大会出場も果たしている。
2006年のNPBドラフト会議で、岡田の所属するオリックス・バファローズから5巡目で指名。この年の高校生ドラフト会議では全12球団で最後（33番目）の指名になったが、契約金3,000万円、年俸480万円（金額は推定）という条件で入団した。背番号は69。

### オリックス時代
2007年には、当時の二軍チームだったサーパスの一員として、ウエスタン・リーグ公式戦15試合に出場。しかし、通算18打席で1本の安打も放てず、捕手としてマスクを被ったのはわずか2試合であった。
2008年には、サーパスの一員として、ウエスタン・リーグ公式戦11試合に出場。公式戦初安打を放つなど、打率.250（12打数3安打）を記録した。もっとも、この年に高卒で入団した伊藤光がサーパスの正捕手として定着した影響で、捕手登録ながら一塁手として3試合に出場。結局、捕手としての起用は1試合にとどまった。
2009年には、二軍の再編に伴うチーム名の改称に伴って、オリックス・バファローズのユニフォームを初めて着用。ウエスタン・リーグ公式戦34試合に出場したほか、伊藤が故障で戦線を離脱したことを背景に、12試合でマスクを被った。打撃面では打率.239（46打数11安打）を記録したものの、伊藤に代わる二軍の正捕手争いでは、横山徹也の後塵を拝した。
2010年には、ウエスタン・リーグ公式戦90試合に出場。リーグの最終規定打席へわずかに届かなかったものの、打率.255（251打数64安打）、4本塁打と打撃面で進境を見せた。もっとも、捕手としての起用は2試合のみで、一塁手として82試合に出場。7月12日に長崎ビッグNスタジアムで催されたフレッシュオールスターゲームにもウエスタンリーグ選抜の「7番・一塁手」としてスタメンに起用されていたが、一軍公式戦への出場機会がないまま、シーズン終了後の10月30日に球団から戦力外通告を受けた。

### 巨人時代
2010年11月11日に、読売ジャイアンツ（巨人）との間で、育成選手としての契約を締結した。背番号は023 。巨人の二軍監督に就任したばかりの川相昌弘から、ひたむきな姿勢と元気の良さを買われての入団だった。
2011年には、イースタン・リーグ公式戦3試合に出場。一塁手として2試合に出場したものの、捕手として起用される機会はなく、通算で1打数無安打に終わった。11月1日に2年連続の戦力外通告を受けたことを機に、いったん現役を引退。2012年からブルペン捕手へ転身した。しかし、現役生活への未練を断ち切れなかったことから、2013年のシーズン終了後に退団した。結婚直後で生活の安定が頭をよぎる中、妻の「何が自分の幸せか考えて」という言葉に後押しされたという。

### 巨人退団後
2014年に社会人硬式野球のミキハウスREDSで現役に復帰したが、この年を最後に硬式野球でのプレーを断念した。土井が後に述懐したところによれば、「肉離れを起こしたことで、野球選手として初めて絶望感を味わった」という。
ミキハウスREDSを退部した2014年の末には、学生野球資格の回復に向けて講習会を受講。2015年1月30日付で日本学生野球協会から資格の回復を認定されたため、同協会に加盟する大学・高校の硬式野球部での指導が可能になった。その一方で、同年には大阪シティ信用金庫へ入社。社会人軟式野球の強豪チームである野球部で、2017年まで捕手や内野手としてプレーを続けた。
学生野球資格を回復したことに加えて、大阪シティ信用金庫での在職中に東大阪大学柏原高等学校の関係者と出会ったことを機に、2017年12月から同校硬式野球部のコーチへ就任。2018年10月からは、同部の監督を務めている。

## 人物
巨人時代には同学年の坂本勇人と食事に行く仲で、退団後も定期的に連絡を取り合っている。88年世代（ハンカチ世代）の一人で、2025年に甲子園出場を決めた大会前には、88年世代のグループLINEで坂本から「絶対勝てよ」と激励されていた。
同じく同学年の前田健太とは中学時代から何度も対戦し、甲子園出場を決めた際には前田がインスタグラムに土井監督が胴上げされる写真を公開し、「大阪で中学時代からよく対戦した同い年の土井健大監督! おめでとうー!!」と祝福している。
甥（兄の子）は中学まで東京に住んでいたが、叔父の土井を慕って2022年に東大阪大柏原に進学し野球部に所属した。

## 詳細情報

### 年度別打撃成績
- 一軍公式戦出場無し

### 背番号
- 69 （2007年 - 2010年）
- 023 （2011年）
- 216 （2012年 - 2013年） ※ブルペン捕手